# Dante (cheval)
Pour les articles homonymes, voir Dante (homonymie).
Dante (1942-1956), est un cheval de course pur-sang anglais, vainqueur du Derby d'Epsom en 1945. 

## Carrière de course
Venu du North Yorkshire, Dante fait sensation à 2 ans en remportant ses trois premières courses chez lui, sur l'hippodrome de Stockton, puis se fait un nom dans toute l'Angleterre en survolant les Coventry Stakes, alors l'une des plus prestigieuses épreuves pour 2 ans, à Newmarket, qui accueille en cette année de guerre le meeting royal d'Ascot. Après une autre victoire à la maison, il revient à Newmarket à l'automne pour enlever les Middle Park Stakes, ce qui lui assure le titre de meilleur poulain d'Angleterre devant un autre fils de Nearco, Royal Charger.
En 1945, Dante effectue sa rentrée à domicile en gagnant aisément les Roseberry Stakes, et se présente en grandissime favori au départ des 2000 Guinées, et passe pour un phénomène d'autant que son jockey Billy Nevett, qui fut à l'occasion le partenaire du crack Owen Tudor, dit de lui qu'il est le meilleur poulain qu'il ait jamais monté. Deux jours avant la course, il est dit que le poulain souffre d'un problème à l’œil : premier signe d'une maladie dégénérative qui, avec l'âge, le rendra quasiment aveugle. Mais il se présente toutefois le jour J et, surprise colossale, perd son invincibilité, battu d'une encolure par Court Martial (qui comptait trois victoires et une seconde place, battu par Sun Storm que Dante avait largement devancé à 2 ans), tandis que Royal Charger prend la troisième place. Cette défaite ne le prive pas de son statut de favori du Derby et, en juin à Newmarket (Epsom n'ayant pas encore rouvert après la guerre), devant le roi, la reine et 30 000 personnes, un record, Dante s'élance face à 24 adversaires, dont Court Martial, dont le pedigree fait douter de l'aptitude à la distance. Il remet les pendules à l'heure, s'impose nettement tandis que Court Martial est privé du premier accessit par Midas. Mieux, il pulvérise le record de la piste, dévalant les 2 400 mètres en 2'26"60. Certes, la course se déroule à Newmarket et non sur le parcours éprouvant d'Epsom, ce qui interdit toute comparaison avec le record du Derby (actuellement détenu par Workforce, vainqueur en 2'31"33 en 2010). Mais le record reste exceptionnel pour l'époque. En outre, c'est la première fois depuis 1869 et la victoire de Pretender, qu'un poulain venu du nord de l'Angleterre s'impose dans la plus prestigieuse des courses britanniques. Dante aura bien mérité son surnom de "The Idol of the North". Dans leur livre de référence A Century of Champions, John Randall et Tony Morris considèrent Dante comme un "superior Derby-winner" et le classent à la 39e place de leur liste des meilleurs chevaux entrainés en Angleterre et en Irlande au XXe siècle.

### Résumé de carrière
| Date        | Hippodrome  | Pays        | Course               | Distance    | Jockey      | Place       | Écart       | Vainqueur ou deuxième |
| 1944, 2 ans | 1944, 2 ans | 1944, 2 ans | 1944, 2 ans          | 1944, 2 ans | 1944, 2 ans | 1944, 2 ans | 1944, 2 ans | 1944, 2 ans           |
| ----------- | ----------- | ----------- | -------------------- | ----------- | ----------- | ----------- | ----------- | --------------------- |
| 1944        | Stockton    | Royaume-Uni | Carlton Stakes       | 1 000 m     | W. Nevett   | 1er / 19    | 3           | ―                     |
|             | Stockton    | Royaume-Uni | Linthorpe Stakes     | 1 000 m     | W. Nevett   | 1er / 8     | 4           | Victory               |
|             | Stockton    | Royaume-Uni | Tanton Sweep Stakes  | ―           | W. Nevett   | 1er / 12    | 6           | Langton Abbot         |
| Juin        | Newmarket   | Royaume-Uni | Coventry Stakes      | 1 200 m     | W. Nevett   | 1er / 6     | 4           | Fordham               |
|             | Stockton    | Royaume-Uni | Lambton Sweep Stakes | ―           | W. Nevett   | 1er / 2     | 6           | Glamorous             |
| Septembre   | Newmarket   | Royaume-Uni | Middle Park Stakes   | 1 200 m     | W. Nevett   | 1er / 4     | 2           | Sun Storm             |
| 1945, 3 ans |             |             |                      |             |             |             |             |                       |
| Avril       | Stockton    | Royaume-Uni | Roseberry Stakes     | 1 600 m     | W. Nevett   | 1er / 10    | 4           | Gaekwar's Pride       |
| Mai         | Newmarket   | Royaume-Uni | 2000 Guineas         | 1 600 m     | W. Nevett   | 2e / 20     | encolure    | Court Martial         |
| 9 juin      | Newmarket   | Royaume-Uni | Derby                | 2 400 m     | W. Nevett   | 1er / 25    | 2           | Midas                 |

## Au haras
Dante devient étalon à Theakston Stud, dans le North Yorkshire et y réussit une belle reconversion. Il est notamment le père du champion Darius (Champagne Stakes, July Stakes, 2000 Guinées, St. James's Palace Stakes, Eclipse Stakes), de l'Italien Toulouse Lautrec (Gran Premio d'Italia, Gran Premio di Milano) et des pouliches Carrozza ( Oaks) et Discorea (Irish Oaks).
Mort en 1956, Dante est enterré dans son haras Theakston Stud,. Chaque année, les Dante Stakes, l'une des principales préparatoires au Derby, lui rendent hommage.

## Origines
Dante fut peut-être le meilleur fils en piste de l'illustrissime champion italien Nearco, l'un des étalons les plus influents de l'histoire, présent dans les pedigrees de la plupart des meilleurs chevaux actuels. Sa mère, Rosy Legend, était une jument française, issue de l'élevage de François Dupré. Elle remporta quatre courses en France avant d'être acquise par Sir Eric Ohlson, pour laquelle elle devint une remarquable génitrice, puisqu'elle donna, outre Dante, le classique Sayajiro (par Nearco lui aussi), lauréat de l'Irish Derby et du St. Leger. Celui-ci fut vendu yearling, en 1945, alors que son grand frère brillait en piste, au Maharajah de Baroda pour 28 000 guinées, un record du monde à l'époque. La production de Rosy Legend fut dispersée aux quatre coins du monde, puisque ses fils et filles devinrent reproducteurs en France, au Japon, aux États-Unis ou encore en Inde.  

### Pedigree
| Origines de Dante (GB), mâle bai brun né en 1942 | Origines de Dante (GB), mâle bai brun né en 1942 | Origines de Dante (GB), mâle bai brun né en 1942 | Origines de Dante (GB), mâle bai brun né en 1942 |
| ------------------------------------------------ | ------------------------------------------------ | ------------------------------------------------ | ------------------------------------------------ |
| Père Nearco                                      | Pharos                                           | Phalaris                                         | Polymelus                                        |
| Père Nearco                                      | Pharos                                           | Phalaris                                         | Bromus                                           |
| Père Nearco                                      | Pharos                                           | Scapa Flow                                       | Chaucer                                          |
| Père Nearco                                      | Pharos                                           | Scapa Flow                                       | Anchora                                          |
| Père Nearco                                      | Nogara                                           | Havresac                                         | Rabelais                                         |
| Père Nearco                                      | Nogara                                           | Havresac                                         | Hors Concours                                    |
| Père Nearco                                      | Nogara                                           | Catnip                                           | Spearmint                                        |
| Père Nearco                                      | Nogara                                           | Catnip                                           | Sibola                                           |
| Mère Rosy Legend                                 | Dark Legend                                      | Dark Ronald                                      | Bay Ronald                                       |
| Mère Rosy Legend                                 | Dark Legend                                      | Dark Ronald                                      | Darkie                                           |
| Mère Rosy Legend                                 | Dark Legend                                      | Golden Legend                                    | Amphion                                          |
| Mère Rosy Legend                                 | Dark Legend                                      | Golden Legend                                    | St Lucre                                         |
| Mère Rosy Legend                                 | Rosy Cheeks                                      | Saint Just                                       | St Frusquin                                      |
| Mère Rosy Legend                                 | Rosy Cheeks                                      | Saint Just                                       | Justitia                                         |
| Mère Rosy Legend                                 | Rosy Cheeks                                      | Purity                                           | Gallinule                                        |
| Mère Rosy Legend                                 | Rosy Cheeks                                      | Purity                                           | Sanctimony (Family 3-n)                          |